# Sabatia campestris
Sabatia campestris là một loài thực vật có hoa trong họ Long đởm. Loài này được Nutt. miêu tả khoa học đầu tiên năm 1837.